# Alfa,N,N-trimetiltriptamina
Alfa,N,N-Trimetiltriptamina (nota anche con le sigle α,N,N-TMT o α-TMT o ATMT) è una droga psicoattiva della classe chimica della triptamina che agisce come un allucinogeno psichedelico. È simile nella struttura alle altre sostanze psichedeliche della classe delle triptamine come la dimetiltriptamina (DMT) e l'alfa-Metiltriptamina (α-MT).
L'α-TMT è stata testata sugli animali rispetto all'α-MT ed è stato dimostrato che produce effetti simili, ma agisce con circa la metà della potenza.